# Wadjet Eye Games
Wadjet Eye Games è un'azienda produttrice e distributrice di videogiochi indipendente statunitense specializzata in avventure grafiche punta e clicca. Fondata nel 2006 da Dave Gilbert come mezzo per pubblicare i suoi videogiochi, col tempo si espanse fino a pubblicare anche videogiochi di altri progettisti.

## Storia
Gilbert produsse The Shivah nel 2006 per il MAGS, il concorso di videogiochi mensile dell'Adventure Game Studio. Dopo aver vinto il concorso, Gilbert continuò a migliorare The Shivah, aggiungendo doppiaggio ed enigmi extra per poi commercializzarlo. Era originariamente distribuito dalla Manifesto Games, fino a quando Gilbert creò la Wadjet Eye Games per venderlo da sé e lanciarsi a tempo pieno nel game design.
Nel 2006, Wadjet Eye pubblicò The Blackwell Legacy, il primo della serie Blackwell. Esso fu seguito nel 2007 dal sequel, Blackwell Unbound. Nel febbraio del 2008, fu annunciato un accordo di pubblicazione tra la Wadjet Eye e PlayFirst. Secondo l'accordo, Wadjet Eye Games avrebbe sviluppato un videogioco d'avventura casual per PlayFirst. Il videogioco, Emerald City Confidential, una storia noir ambientata nel Paese di Oz di L. Frank Baum, venne pubblicato il 19 febbraio del 2009. In quell'anno venne anche distribuito il terzo gioco Blackwell, Blackwell Convergence.
Nel 2010, Wadjet Eye Games pubblicò il primo videogioco non sviluppato unicamente da Gilbert; questo era Puzzle Bots, un videogioco rompicapo casual sviluppato dalla Ivy Games. Ulteriori videogiochi di terze parti pubblicate dalla Wadjet Eye Games nel 2011 e nel 2012 furono Gemini Rue, Da New Guys, Resonance e Primordia. Nel febbraio del 2013 venne annunciato la prima distribuzione di un gioco della Wadjet Eye Games su dispositivi portatili. Venne infatti realizzato un porting di Gemini Rue su iPhone e iPad.

## Riconoscimenti
Wadjet Eye Games fu nominata per il premio Best New Studio ai Game Developers Choice Awards nel 2007, mentre Dave Gilbert ricevette l'anno precedente l'AGS Lifetime Achievement Award. Nel 2008, Gamasutra inserì la Wadjet Eye nella loro lista dei 20 migliori sviluppatori rivoluzionari.

## Lista giochi sviluppati e pubblicati
| Titolo                          | Sviluppatore                    | Anno di pubblicazione |
| ------------------------------- | ------------------------------- | --------------------- |
| The Shivah                      | Dave Gilbert                    | 2006                  |
| The Blackwell Legacy            | Dave Gilbert                    | 2006                  |
| Blackwell Unbound               | Dave Gilbert                    | 2007                  |
| Blackwell Convergence           | Dave Gilbert                    | 2009                  |
| Emerald City Confidential       | PlayFirst/Dave Gilbert          | 2009                  |
| Puzzle Bots                     | Ivy Games                       | 2010                  |
| Gemini Rue                      | Joshua Nuernberger              | 2011                  |
| Blackwell Deception             | Dave Gilbert                    | 2011                  |
| Da New Guys: Day of the Jackass | Icebox Games                    | 2011                  |
| Resonance                       | Vince Twelve                    | 2012                  |
| Primordia                       | Wormwood Studios                | 2012                  |
| The Shivah: Kosher Edition      | Dave Gilbert                    | 2013                  |
| Blackwell Epiphany              | Dave Gilbert                    | 2014                  |
| A Golden Wake                   | Grundislav Games                | 2014                  |
| Technobabylon                   | Technocrat Games                | 2015                  |
| Shardlight                      | Francisco Gonzalez/Ben Chandler | 2016                  |
| Unavowed                        | Dave Gilbert                    | 2018                  |